# اريك بي. نوكس
اريك بي. نوكس (بالإنجليزية: Eric B. Knox)‏ هو عالم نبات أمريكي، ولد في 1960.